# Rudolph Joseph Rummel
Rudolph Joseph Rummel, né le 21 octobre 1932 à Cleveland dans l'Ohio et mort le 2 mars 2014 à Kaneohe (Hawaï), est un professeur émérite américain en sciences politiques à l'université d'Hawaï. Il inventa le concept de démocide pour caractériser des meurtres de masse exécutés par un gouvernement.